# David Baker (bioquímic)
David Baker (nascut el 6 d'octubre del 1962 a Seattle, Estats Units) és un bioquímic i biòleg computacional estatunidenc que estudia mètodes per predir l'estructura tridimensional de les proteïnes. Va rebre la meitat del premi Nobel de Química 2024 «pel disseny computacional de proteïnes».
És catedràtic de bioquímica a la Universitat de Washington (UW), on és l'investigador en cap del Laboratori Baker, que compta amb més de 30 membres. És un investigador de l'Institut Mèdic Howard Hughes i membre de l'Acadèmia Nacional de Ciències dels Estats Units.
El Laboratori Baker desenvolupà l'algorisme Rosetta de predicció de l'estructura de les proteïnes ab initio, que s'ha plasmat en un projecte de computació distribuïda, Rosetta@home així com el projecte Foldit.
L'objectiu d'aquests projectes és generar models estructurals de complexos proteics i cadenes polipeptídiques individuals. El grup de Baker participa en l'experiment de predicció d'estructures CASP amb mètodes ab initio, on fa servir variants assistides per humans i automatitzades del protocol Rosetta. Se l'ha reconegut pel seu rendiment.